# Ptilototheca
Ptilototheca is een geslacht van weekdieren uit de klasse van de Gastropoda (slakken).

## Soort
- Ptilototheca soutpansbergensis Herbert, 2016